# Acanthodactylus schreiberi
Acanthodactylus schreiberi es una especie de lagarto del género Acanthodactylus, familia Lacertidae, orden Squamata. Su masa corporal es de aproximadamente 20,72 g.

## Distribución
Se distribuye por Europa: Chipre y Turquía.

## Taxonomía
Fue descrita por Boulenger en 1878.
Tratamiento taxonómico
La especie aparece registrada y publicada en Sur les espèces d'Acanthodactylus des bords de la Mediterranée. Bull. Soc. zool. France 3: 179-197.